# Chersotis asiatica
Chersotis asiatica là một loài bướm đêm trong họ Noctuidae.